# ハッスル&フロウ
『ハッスル&フロウ』（Hustle & Flow）は2005年制作のアメリカ合衆国の映画。メンフィスでポン引き、またドラッグ・ディーラーとして荒んだ生活を送っていた男が、ラッパーとしてチャンスを掴もうとする姿を描く。
映画の曲「イッツ・ハード・アウト・ヒア・フォア・ア・ピンプ（It's Hard Out Here for a Pimp）」は、アカデミー歌曲賞を受賞した。

## ストーリー
メンフィスに住むDジェイはドラッグを捌き、3人の娼婦を抱えて売春の斡旋で身を立てていたが、自分の人生に強い不満を抱いていた。ある日、小さなキーボードを手に入れたことから、以前はラッパーになることを夢見ていたことを思い出す。

## キャスト
- テレンス・ハワード：Dジェイ
- アンソニー・アンダーソン：キー
- タリン・マニング：ノラ
- タラジ・P・ヘンソン：シャグ
- DJクオールズ：シェルビー
- クリス・"リュダクリス"・ブリッジス：スキニー・ブラック
- アイザック・ヘイズ：アーネル